# Родна стряха
Родна стряха или Дом на българите в чужбина е незавършена сграда между кварталите „Манастирски ливади“, „Борово“ и „Гоце Делчев“ в столицата.
Строена е с дарения на емигрирали българи 800 хил долара, както и 4 мил долара от фонд 13 века България нараснали до 884 975 долара с лихвите през 1995 г., като първите дарения са направени на 24 май 1978 г. в основания за целта дарителски фонд от българите във Виена. Събраните средства тогава са от 200 млн шилинга (200 хил долара). Дарения идват от задължителните 20 доларови вноски на работещите българи в българските дружества от чужбина. Повече от половината дарения са събрани от последните. Други дарения идват и от емигранти от целия свят. Горната сума е в голям контраст с твърденията на зам.-кмета по култура и образование на София Тодор Чобанов (2009 – 2011), че дарения са били не повече от 150 000 долара. Възможно обяснение за това твърдение е да се прикрие факта, че даренията са изгорели във фалиралата КТБ.
Първата копка е направена на 5 август 1983 г. Проектът е на засл. архитект Георги Хаджииванов заедно с колегите му Илия Дамянов и Сабина Керемидчиева, а според на Богдан Томалевски. Предвидена е сграда на 5 етажа. Трябвало е да съдържа зала за прожекции, басейн, сауна, салон за спортни занимания, покрит гараж, ресторант и тереси с отопление на база инфрачервени лъчи. На последния етаж е предвиден хотел с 32 стаи и 4 апартамента. Изоставеният строеж е трябвало да бъде укрепен с пилони и стоманени въжета. Всеки горен етаж е бил издаден над долния. На такъв принцип са били направени сградата на Профсъюзите, Външното министерство, Националният исторически музей.
Първоначалната план-сметка е съзнателно намалена на 6.5 млн. лева. През 1987 г. е установена грешка в конструкцията, че оригиналните бетонни стрехи на сградата, които са изнесени встрани, не са изчислени да издържат подобна тежест. Необходимо е препроектиране и нова конструкция от подпорни греди. Последното покачва сумата на 21 млн. лева през 1987 г. През 1990 г е закупен бетонов възел за 25 хил долара, за който се установява че във Фонда не са открити никакви дарителски документи.
През 1992 г. работата по обекта е преустановена и неговия ръководител Недялко Петков изтегля и последния работник по строежа. През 1995 г. фирма Културстрой, изпълнителят към Комитата за култура е обявена в ликвидация, след като е усвоила по-малко от 170 хил лв. В контраст се твърди, че усвоените пари в средата на 90-те. били 9 млн. лева – вероятно причислени към стойността на фалиралия лев през 1996 г. През 2008 г. правителството решава да предостави имота безвъзмездно на фонд „13 века България“ като опит да спаси сградата, която още тогава Столичната община планира да бутне като опасна. През 2016 г. от „13 века България“ отчитат, че строежът се нуждае от осъвременяване, от нови решения както за функцията на сградата, така и за начините на експлоатация и вариантите за дострояването ѝ.
Арх. Бранимир Брозиг през 2014 г. след дипломната си работа по строежа твърди, че „вложените материали са били от високо качество, а времето не е оказало толкова пагубно влияние на конструкцията“, но през 2019 г. оценява „тогавашната си позиция като романтична и нереалистична“: „Ако сградата бъде оставена в този си вид, е нужно да се намерят баснословни пари да се завърши, или да се отделят също толкова средства да се събори, като в един момент се направи публично-частно партньорство и друг да даде парите“. През 2019 г. фонд „13 века България“ предоставя обратно обекта на Столична община. На 25.07.2019 Столична община решава "събарянето на недовършената сграда върху имота и разчистването на терена да стане за сметка на Столична община и да се изгради комплекс-училище и детска градина, в който изрично да се предвиди мултифункционална зала, наименувана „Дом на българите, живеещи в чужбина „Родна стряха“".